# 2020년 세계 쇼트트랙 스피드 스케이팅 선수권 대회
2020년 세계 쇼트트랙 스피드 스케이팅 선수권 대회(World Short Track Speed Skating Championship)는 3월 13일부터 3월 15일까지 대한민국 서울특별시의 목동아이스링크에서 개최된 45번째 세계 쇼트트랙 스피드 스케이팅 선수권 대회이다.